# Punxín
Punxín és un municipi de la Comarca do Carballiño (Província d'Ourense, Galícia).
| 2.173 | 2.073 | 2.100 | 1.281 | 945 |
| Fonts: INE i IGE (Els criteris de registre censal variaren i les dades de l'INE i de l'IGE poden no coincidir.) |       |       |       |     |